# Melo e Nabais
Melo e Nabais (llamada oficialmente União das Freguesias de Melo e Nabais) es una freguesia portuguesa del municipio de Gouveia, distrito de Guarda.

## Historia
Fue creada el 28 de enero de 2013 en aplicación de una resolución de la Asamblea de la República de Portugal promulgada el 16 de enero de 2013 con la unión de las freguesias de Melo y Nabais, pasando su sede a estar situada en la antigua freguesia de Melo.

## Demografía
| Gráfica de evolución demográfica de Melo e Nabais entre 2011 y 2021 |
|                                                                     |
| Datos según el nomenclátor publicado por el INE portugués.          |